# La Roche-Blanche
|  | Per a altres significats, vegeu «La Roche-Blanche (Puèi Domat)». |

La Roche-Blanche (francès) o Ar Roc'h-Wenn (bretó) és un municipi francès al departament de Loira Atlàntic, de la regió de País del Loira, que històricament va formar part de la Bretanya. L'any 2006 tenia 921 habitants. Limita amb Saint-Herblon al sud, Ancenis al sud-oest, Mésanger a l'oest, Pouillé-les-Coteaux al nord-oest, Maumusson al nord-est i La Rouxière a l'est.

## Demografia

Localització de La Roche-Blanche (Loira Atlàntic)

| 1962                                       | 1968 | 1975 | 1982 | 1990 | 1999 |
| ------------------------------------------ | ---- | ---- | ---- | ---- | ---- |
| 668                                        | 671  | 723  | 843  | 930  | 840  |
| Des de 1962: població sense dobles comptes |      |      |      |      |      |

## Administració
| Període | Identitat   | Partit |
| ------- | ----------- | ------ |
| 2001-   | Paul Martin |        |